# Oracle d'Hèrcules
L'oracle d'Hèrcules o millor oracle d'Hèracles, era un oracle que interpretava la voluntat d'Hèracles i estava situat sortint de la ciutat de Bura, a Acaia, en direcció al mar.
Es pensa que es tractava d'una cova on hi havia una estàtua d'Hèracles anomenat Buriacos (Βουρίακος) on es pregava en diverses formes per obtenir la resposta de l'heroi. Després es tiraven quatre tabes (al costat de la imatge n'hi havia moltes) sobre una fusta i s'obtenia la resposta segons la posició que prenien. Així mateix, el sacerdot posseïa un llibre que oferia claus d'interpretació per a totes les posicions dels daus.